# 경기도의 소규모 어항 목록
다음은 2010년 12월 말 기준 경기도의 소규모 어항 목록이다.
- 구봉항(구 종현항) - 경기도 안산시 단원구 대부북동 산23 일원 (육지)
- 구오이도항 - 경기도 시흥시 정왕동 (배다리선착장) 일원 (육지)
- 권관항 - 경기도 평택시 현덕면 권관리 일원 (육지)
- 누에섬항 - 경기도 안산시 단원구 선감동 산170 일원 (섬)
- 동동항 - 경기도 안산시 단원구 동동 산314-18 일원 (육지)
- 말부흥항 - 경기도 안산시 단원구 남동 산387 일원 (육지)
- 방아머리항 - 경기도 안산시 단원구 대부북동 1848-442 일원 (육지)
- 불도항 - 경기도 안산시 단원구 선감동 산143-8 일원 (육지)
- 석천항 - 경기도 화성시 우정면 석천리 일원 (육지)
- 선감항 - 경기도 안산시 단원구 선감동 산55  일원 (육지)
- 신오이도항 - 경기도 시흥시 정왕동 (중간선착장) 일원 (육지)
- 오이도항 - 경기도 시흥시 정왕동 (이주단지앞 선착장) 일원 (육지)
- 월곶항 - 경기도 시흥시 월곶동 일원 (육지)
- 육도항 - 경기도 안산시 단원구 풍도동 (육도) 산297 일원 (섬)
- 중부흥항 - 경기도 안산시 단원구 대부남동 산24-14 일원 (육지)
- 행낭곡항 - 경기도 안산시 단원구 남동 산529-2 일원 (육지)
- 흘곳항 - 경기도 안산시 단원구 남동 산1345-6 일원 (육지)
- 흥성항 - 경기도 안산시 단원구 대부남동 산169-5 일원 (육지)

## 같이 보기
- 대한민국의 소규모 어항